# Liste der Monuments historiques in Doncourt-lès-Conflans
Die Liste der Monuments historiques in Doncourt-lès-Conflans führt die Monuments historiques in der französischen Gemeinde Doncourt-lès-Conflans auf.

## Liste der Immobilien
| Bezeichnung            | Beschreibung                                                                        | Standort                       | Kennzeichnung | Schutzstatus | Datum | Bild |
| ---------------------- | ----------------------------------------------------------------------------------- | ------------------------------ | ------------- | ------------ | ----- | ---- |
| Klubhaus des Aéroclubs | 1953 erbaut, Entwurf Le Corbusier in Zusammenarbeit mit Jacques Ogé und Jean Prouvé | 2 chemin de l’Aérodrome (Lage) | PA54000016    | Classé       | 1999  |      |